# Luís de Valois, Duque de Orleães
Luís I de Valois (13 de março de 1372 — Paris, 23 de novembro de 1407) foi duque de Orleães de 1392 até sua morte, além de duque de Touraine (1386–1392) e de Valois, de Blois (1397–1407), de Angoulême (1404–1407), do Périgord, de Dreux e de Soissons, de Dunois e de Beaumont. Em agosto de 1402 comprou o ducado de Luxemburgo, o condado de Chiny e a avouerie da Alsácia, que tinham sido cedidos ao marquês Josse da Morávia.
Era filho do rei Carlos, o Sábio e sua esposa, Joana de Bourbon, e irmão mais novo de Carlos VI, o Bem-Amado. Casou-se em 1389 com Valentina Visconti, filha de João Galeácio Visconti, duque de Milão, com tem teve 10 filhos legítimos.

## Biografia
Filho de Carlos V e de Joana de Bourbon, e irmão de Carlos VI. Foi o tronco da Casa de Orleães e de Orleães-Angoulême que chegará ao trono com Francisco I.
Em janeiro de 1389, casou-se em Melun com sua prima Valentina Visconti, filha de João Galeácio Visconti (1351-1402), duque de Milão, o financista que ajudara a levantar dinheiro para o resgate de seu avô, o rei João II o Bom, o qual, por isso mesmo, deu-lhe sua filha, Isabel de Valois (1348-1372) em casamento, em 1360.
Teve importante papel político durante a Guerra dos cem anos. Com a crescente insanidade do irmão mais velho Carlos VI o Louco (sofria de porfiria, esquizofrenia ou distúrbio bipolar), disputou a regência e guarda das crianças reais com João o Temerário, duque de Borgonha.
A inimizade entre ambos era pública e uma fonte de instabilidade política na já problemática França. Luís teve a vantagem inicial, possuindo sangue real, mas sua personalidade difícil e rumores de um caso amoroso entre ele e a rainha consorte Isabel de Bavária fizeram-no extremamente impopular. Nos anos seguintes, os filhos de Carlos VI foram sucessivamente sequestrados e resgatados por ambas as partes, até que o duque de Borgonha conseguiu ser designado por decreto real como guardião do delfim, tornando-se regente de França.
Luís não desistiu e esforçou-se para sabotar o mandato de João, incluindo esbanjar o dinheiro levantado para libertar Calais, então ocupada pelos ingleses. Após esse episódio, João e Luís romperam em ameaças abertas e somente por meio da intervenção de João de Valois, Duque de Berry e tio de ambos, é que foi possível evitar-se uma guerra civil. Em 20 de novembro de 1407 uma reconciliação solene foi jurada por ambos em frente à corte de França. 
Três dias depois, em 23 de novembro, o duque de Orléans vai visitar a rainha Isabel, que tinha dado a luz pouco tempo antes, no hôtel Barbette, na rua Vieille-du-Temple, em  Paris. Thomas de Courteheuse o informa que o rei Carlos VI o esperava com urgência no Hôtel Saint-Pol. Na saída, Luís é apunhalado por um grupo de homens mascarados, liderados por Raoulet d'Anquetonville, homem de confiança do duque de Borgonha. Os valetes e guardas que o acompanhavam foram incapazes de protegê-lo. O duque de Borgonha tem o apoio da população parisiense e da Universidade, que ele soube seduzir. Pronto a assumir o poder, João, o Temerário  confessa publicamente o assassinato. Longe de pensar em se esconder, ele faz redigir um elogio do tiranocídio, pelo teólogo  Jean Petit,  universitário da  Sorbonne.
A guerra civil dos Armagnacs e Borguinhões, que se segue ao assassinato de Luís I de Valois, só terminaria trinta anos mais tarde, com a assinatura do Tratado de Arras (1435). João, o Temerário, também será assassinado pelos Armagnacs em 1419. 

## Descendência
De seu casamento com Valentina Visconti:
- 1 - filha (1390)
- 2 - Luís (1391—1395)
- 3 - filho (1392)
- 4 - João Filipe (Paris, setembro de 1393 — castelo de Vincennes, 31 de outubro de 1393).
- 5 - Carlos, Duque de Orleães (1394–1465), pai de Luís XII de França
- 6 - Filipe de Orleães, Conde de Vertus (Paris, 1396–1420)
- 7 - Luís (1398)
- 8 - João, Conde de Angoulême (1404–1467), avô de Francisco I de França
- 9 - Maria de Orléans (castelo de Coucy, 1401)
- 10 - Margarida de Orleães (1406–Abbaye-la-Guiche, 24 de abril de 1466), condessa de Vertus-en-Champagne, casada em 1423 com Ricardo da Bretanha (1395-1438), conde de Étampes, membro da segunda dinastia da Bretanha.

Seu filho ilegítimo com Maria, Mariette ou ainda Iolanda d'Enghien, filha de Jacques d´Enghien, João de Orleães, Conde de Dunois, o ancestral dos duques de Longueville.